# Arvi Savolainen
Arvi Martin Savolainen (Lahti, 24 ottobre 1998) è un lottatore finlandese, specializzato nella lotta greco-romana.

## Palmarès
| Anno | Manifestazione             | Sede         | Evento        | Risultato | Note |
| ---- | -------------------------- | ------------ | ------------- | --------- | ---- |
| 2014 | Campionati nordici cadetti | Turku        | fino a 76 kg  | Argento   |      |
| 2015 | Campionati nordici cadetti | Bodø         | fino a 85 kg  | Oro       |      |
| 2015 | Europei cadetti            | Subotica     | fino a 85 kg  | Argento   |      |
| 2015 | Mondiali cadetti           | Sarajevo     | fino a 85 kg  | Bronzo    |      |
| 2016 | Mondiali junior            | Mâcon        | fino a 96 kg  | 8º        |      |
| 2017 | Campionati nordici junior  | Kolding      | fino a 96 kg  | Oro       |      |
| 2017 | Campionati nordici         | Panevėžys    | fino a 98 kg  | Argento   |      |
| 2017 | Europei junior             | Dortmund     | fino a 96 kg  | Oro       |      |
| 2017 | Mondiali junior            | Tampere      | fino a 96 kg  | Bronzo    |      |
| 2018 | Campionati nordici         | Vaesteras    | fino a 97 kg  | Oro       |      |
| 2018 | Europei U23                | Istanbul     | fino a 97 kg  | Bronzo    |      |
| 2018 | Europei junior             | Roma         | fino a 97 kg  | Bronzo    |      |
| 2018 | Mondiali junior            | Trnava       | fino a 97 kg  | Oro       |      |
| 2019 | Europei U23                | Novi Sad     | fino a 97 kg  | Oro       |      |
| 2019 | Campionati nordici         | Kristiansund | fino a 97 kg  | Oro       |      |
| 2019 | Mondiali U23               | Budapest     | fino a 97 kg  | Oro       |      |
| 2020 | Europa                     | Roma         | fino a 130 kg | 5º        |      |